# Heinkel He 274
Heinkel He 274 e немски тежък височинен бомбардировач, разработен по време на Втората световна война.
При настъплението на съюзниците към Северна Европа, почти готовите прототипи са изоставени в завода във Франция, в който са строени. След края на войната, те са завършени от французите и впоследствие са използвани за научни изследвания на големи височини.

## История на създаването
През есента на 1938 г. Имперското министерство на въздухоплаването обявява поръчка за създаване на тежък бомбардировач. На 17 ноември 1938 г., собственикът на авиационната фирма Heinkel, Ернст Хайнкел, получава разрешение за разработване на два прототипа. Всъщност Heinkel He 274 е подобрена версия на Heinkel He 177, разработка на конструкторското бюро на фирма Farman. Сглобяването на два He 274 започва през 1943 г. в Сюрен, Франция.
През юли 1944 г. двата самолета са готови за полет, но офанзивата на съюзниците принуждава служителите на Heinkel да се евакуират. Известни затруднения забавят с няколко седмици полетните изпитания и транспортирането на самолетите в Германия. При евакуацията си, германците взривяват двигателите на бомбардировачите и прибират всички чертежи. След освобождението на Франция, съюзниците започват ремонт на самолетите. Първият полет е извършен през декември 1945 г. в Орлеан. Полетните изпитания продължават в Бретини-сюр-Орж. Основна цел на тестовете е херметичната кабина. През 1953 г. самолетите са бракувани.

## Описание
Крилото на Не 274 има двусекционен центроплан с конзоли. Между лонжеронните са монтирани четири горивни резервоара (два в центроплана и два в конзолите) с общ капацитет от 4400 литра. Фюзелажът има полумонококова конструкция с напречни шпангоути, надлъжни стрингери и няколко лонжерона. Веднага след херметичната кабина се намират 1500-литров резервоар и два бомбови отсека. При по-дълги полети в единия от тях може да бъде монтиран допълнителен 1900-литров резервоар, който заедно с двата 1000-литрови в опашната част, осигурявали общ обем от 10 000 литра гориво при 2 тона бомбен товар. Предвижда се екипажът на Не 274 да се състои от четирима души: двама пилоти, седящи един до друг и зад тях щурман-бомбардир и радист.

## Летателно-технически характеристики
| Размах на крилете         | 44,20 m |
| Дължина                   | 23,80 m |
| Височина                  | 5,50 m |
| Площ на крилете           | 170,00 m2 |
| Тегло:                    | |
| празен самолет            | 21 320 kg |
| при излитане              | 36 000 kg |
| максимално при излитане   | 38 000 kg |
| Мощност                   | 4 х 1750 к. с. |
| Максимална скорост:       | |
| при земята                | 430 km/h |
| на височина               | 575 km/h |
| Крaйцерска скорост        | |
| при земята                | 395 km/h |
| на височина               | 510 km/h |
| далечина на полета        | 4225 km |
| Максимална скороподемност | 240 m/min |
| Практически таван         | 14 300 m |
| Екипаж                    | 4 |
| Въоръжение:               | 5 х 13 mm картечници МG-131: една в носовата част и по една сдвоена МG-131 в горния и долния оръдейни куполи; бомби до 4000 kg |